# Општина Кузаплак (Салаж)
Кузаплак (рум. Cuzăplac) општина је у Румунији у округу Салаж.
Oпштина се налази на надморској висини од 333 m.